# Lâu đài Simontornya
Lâu đài Simontornya là một lâu đài mang kiến trúc Phục Hưng, nằm tại thành phố Simontornya, Hungary.

## Lịch sử

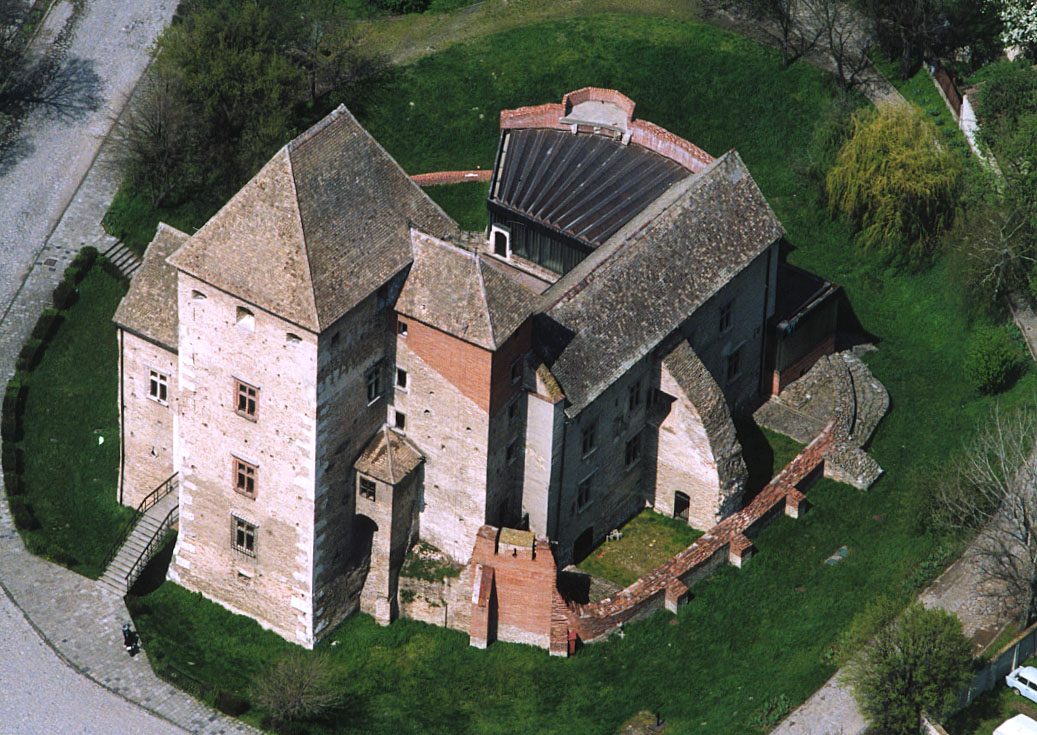
Lâu đài Simontornya

Tiền thân của lâu đài Simontornya là một tòa tháp được xây dựng từ thế kỷ 13 bởi Simon, một hoàng tử của vua Solomon Hungary. Tòa tháp được xây giữa đầm lầy trên sông Sió. Cái tên Simontornya trong tiếng Hungary nghĩa là tòa tháp của Simon. Sau này tòa tháp được xây lại thành một lâu đài và đi qua nhiều đời chủ trong hàng thế kỷ, mà gần như đời chủ nào cũng sửa sang lại lâu đài ít nhiều. Khi lâu đài về tay gia tộc Lackfi thì đã có thêm một cánh nhà theo kiểu kiến trúc Gothic và một hành lang có mái vòm ở mặt tiền phía sau lâu đài. Sau đó, khi dòng họ Garai tuyệt tích vào năm 1482, lâu đài liền thuộc về Hoàng hậu Beatrice, vợ vua Mátyás Corvin.

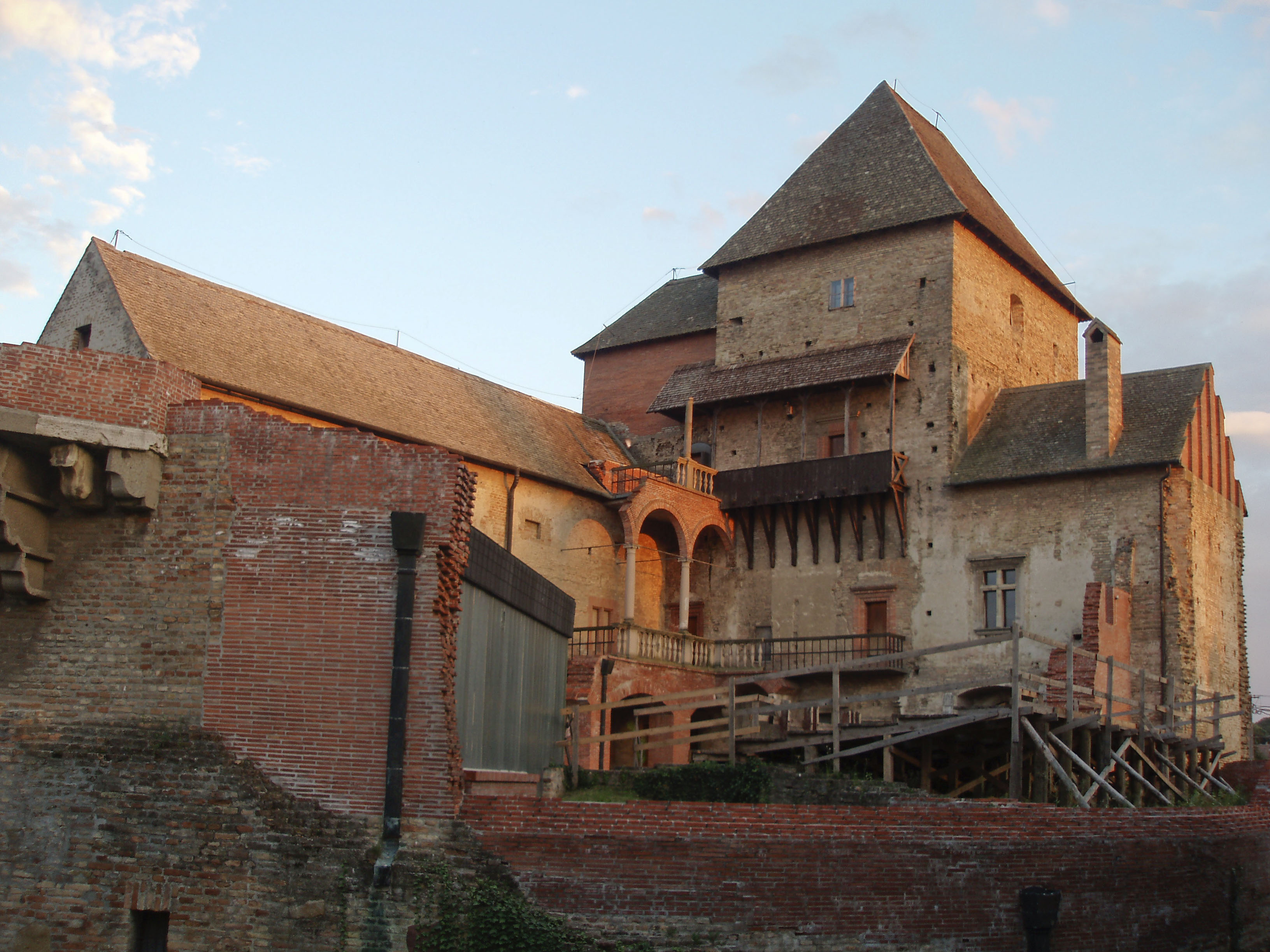
Lâu đài Simontornya nhìn từ phía bắc

Mózes Buzlay, một vị nguyên soái dưới thời vua Vladislaus II của Hungary đã cải tạo lâu đài Simontornya thành một cung điện theo phong cách Phục Hưng với sự hỗ trợ của những bậc thầy nghệ thuật người Ý và những người thợ lành nghề đến từ Buda. Sau cái chết của Buzlays vào năm 1545, lâu đài bị người Thổ xâm chiếm. Trong suốt gần 150 năm bị chiếm đóng, lâu đài liên tục được thay đổi và cải tạo.
Năm 1686, tướng Louis William, Bá tước xứ Baden-Baden đã giành lại được lâu đài từ quân Thổ. Chỉ trong hai năm (1702-1704), những cuộc cải tạo lớn đã biến lâu đài thành một pháo đài. Trong kháng chiến chống gia tộc Habsburg, cầm đầu bởi Hoàng tử Francis II Rákóczi của Hungary, lâu đài Simontornya là một thành trì quan trọng của lực lượng Kuruc ở miền tây nam Hungary. Đến năm 1709, lâu đài đã bị quân Áo chiếm đóng và làm chỗ ở cho quân lính đến tận năm 1717. Lâu đài sau đó được tặng lại cho gia tộc Limburg-Stirum. Tuy nhiên, nhà Limburg-Stirum đã biến lâu đài Simontornya thành nhà kho. Cứ thế, lâu đài được dùng làm nhà kho đến tận năm 1960. Lâu đài Simontornya chỉ được phát hiện và trở về với giá trị đích thực của nó khi được các nhà khảo cổ học tìm đến và khai quật.